# 8440 Wigeon
8440 Wigeon eller 1017 T-3 är en asteroid i huvudbältet som upptäcktes den 17 oktober 1977 av den nederländsk-amerikanske astronomen Tom Gehrels och det nederländska astronomparet Ingrid van Houten-Groeneveld och Cornelis Johannes van Houten vid Palomarobservatoriet. Den är uppkallad efter en underart till Mareca.
Den tillhör asteroidgruppen Gefion.